# Вильгельм Август (герцог Брауншвейг-Харбурга)
Вильгельм Август (15 марта 1564 или 14 августа 1564, Харбург — 30 марта 1642, Харбург) — герцог Брауншвейг-Люнебурга, владетель Харбурга с 1603 года до своей смерти.

## Биография
Сын герцога Оттона II Брауншвейг-Харбургского (1528—1603)  и его второй жены Гедвиги (1535—1616), дочери графа Энно II Остфрисландского.
Уильям Август считался очень образованным и, как и его отец, был последователем лютеранской доктрины. В 1575 году он стал ректором Ростокского университета. Позже он продолжил обучение в Лейпцигском университете. В 1582 году он совершил грандиозный тур по Франции и Англии, а затем со своими братьями поступил в Хельмштедтский университет. В 1594 году он снова отправился в путешествие по Германии, Польше, Швейцарии, Италии, Голландии, Дании и Ливонии. Вильгельм Август вёл дневник о своих путешествиях.
После смерти отца он принял на себя правительство Харбургом вместе со своими братьями Христофером и Оттоном III. После смерти Христофера в 1606 году Вильгельм Август правил с Оттоном III, который умер в 1641 году, всего за год до смерти самого Вильгельма Августа. Их совместное правление было гармоничным. В договоре от 11 января 1630 года братья отказались от своего прав наследования Брауншвейг-Люнебурга в пользу Кристиана в обмен на то, что Кристиан оплатит их долги, которые превысили 150 тысяч талеров.
В 1618 году Вильгельм Август начал строительство дворца в Мойсбурге. После смерти герцога Фридриха Ульриха Брауншвейг-Вольфенбюттельского он получил в наследство графство Хойя. Август Вильгельм умер неженатым и бездетным. Его наследство поделили герцоги Фридриха IV Брауншвейг-Люнебургский и Август Младший.